# 裴宗鎬
裴 宗鎬（ベ ジョンホ、朝鮮語: 배종호、1913年 - 1963年1月16日）は、サッカー選手、サッカー指導者。第二次世界大戦前は日本代表選手、戦後は韓国代表の選手、コーチなどを務めた。

## 経歴
普成専門学校在学中に全京城蹴球団の一員（ポジションはRIF）として、1935年6月に開催された全日本蹴球選手権大會（第15回天皇杯全日本サッカー選手権大会）の優勝に貢献した。翌1936年6月に開催された全日本蹴球選手権大會（第16回天皇杯全日本サッカー選手権大会）では普成専門の主将として準優勝に貢献した。
1939年に早稲田大学に入学してア式蹴球部に入部し、同年6月に開催された全日本蹴球選手権大會（第19回天皇杯全日本サッカー選手権大会）の優勝に貢献した。また、同年8月には日本代表に選出され、関東州代表戦で初出場した。
1941年にはア式蹴球部の主将に就任した。大学を卒業した1942年に再び日本代表に選出され3試合に出場した。
第二次世界大戦後は韓国代表となり、1948年のロンドンオリンピックで2試合に出場した。

## 代表歴

### 出場大会
日本代表
- 1939年：日満華交歓競技大会
- 1942年：満州国建国十周年慶祝東亜競技大会

 韓国代表
- 1948年：ロンドンオリンピック

### 試合数
| 日本代表 | 国際Aマッチ | 国際Aマッチ | その他 | その他 | 期間通算 | 期間通算 |
| 年       | 出場        | 得点        | 出場   | 得点   | 出場     | 得点     |
| -------- | ----------- | ----------- | ------ | ------ | -------- | -------- |
| 1939     | 0           | 0           | 3      | -      | 3        | -        |
| 1940     | 0           | 0           | 0      | 0      | 0        | 0        |
| 1941     | 0           | 0           | 0      | 0      | 0        | 0        |
| 1942     | 0           | 0           | 3      | -      | 3        | -        |
| 通算     | 0           | 0           | 6      | -      | 6        | -        |